# 15273 Ruhmkorff
15273 Ruhmkorff è un asteroide della fascia principale. Scoperto nel 1991, presenta un'orbita caratterizzata da un semiasse maggiore pari a 2,6010189 au e da un'eccentricità di 0,1479409, inclinata di 12,10959° rispetto all'eclittica.
L'asteroide è dedicato al fisico tedesco Heinrich Daniel Ruhmkorff.